# Pepe Dill
Carlton Dill, meglio conosciuto come Pepe Dill (Hamilton, 1º giugno 1943), è un ex calciatore bermudiano, di ruolo attaccante.

## Carriera

### Club
Pur appassionato di cricket, Pepe Dill emerge nel calcio ed inizia la carriera agonistica in patria, giocando per vari club. Con il YMSC vince tre campionati bermudiani e due Bermuda FA Cup.
Nel 1968 viene ingaggiato dagli statunitensi del Houston Stars. Con gli Stars ottenne il secondo posto della Gulf Division della NASL 1968, non riuscendo ad accedere alla fase finale del torneo.
Nella stagione 1969 passa al Dallas Tornado, con cui ottiene il terzo posto finale. L'anno seguente invece ottiene il terzo posto nella Southern Division, non accedendo alla finale del torneo.
Terminata l'esperienza texana torna in patria per divenire uno dei supervisori del Pembroke Youth Centre.

### Nazionale
Nel 1966 esordisce nella nazionale maggiore, con cui raggiunge il secondo posto nei V Giochi panamericani, in cui giocò anche la finale del torneo persa contro il Messico.

## Palmarès

### Club
- Premier Division: 3

Young Men's Social Club: 1963-1964, 1964-1965, 1965-1966
- Bermuda FA Cup: 2

Young Men's Social Club: 1963-1964, 1964-1965